# Cioccolato amaro e caffè (singolo)
Cioccolato amaro e caffè è un brano musicale interpretato dal cantante italiano Matteo Becucci, pubblicato nel 2010 come secondo singolo tratto dall'omonimo album.

## Il brano
Si tratta di un riadattamento di Cigarettes and Chocolate Milk di Rufus Wainwright.